# 瓦尔内格拉
瓦尔内格拉（義大利語：Valnegra），是意大利贝加莫省的一个市镇。总面积2.09平方公里，人口213人，人口密度101.9人/平方公里（2009年）。国家统计（ISTAT）代码为016227。